# روز فرشته
روز فرشته فیلمی به کارگردانی بهروز افخمی محصول سال ۱۳۷۲ است.

## خلاصه داستان
عنایت الله که فردی ثروتمند و در عین حال پول دوست و خسیس است برای رسیدگی به پرونده یکی از همکارانش بنام فرزین به دادگاه می‌رود. او در جریان مشاجره با فرزین و پرتاب شدن کیفش بر روی مجسمه ساختمان دادگاه ، به بالای آن رفته بود ناگهان سقوط می‌کند و پس از جدا شدن روح از بدنش با پری آشنا می‌شود. پری وی را در جریان مرگ موقتش و نداشتن وقت کافی برای جبران گذشته قرار می‌دهد. عنایت الله با دیدن نگرانی فرزین در قبال حادثه به وجود آمده و مشاهده دعوای بازماندگان بر سر میراثش تصمیم به جبران گذشته می‌گیرد. او همچنین در می‌یابد که فرزین پسر دوست سابقش هدایت‌الله است که در جریان کلاهبرداری از او در سال‌های گذشته ثروتمند شده بود. او به همین منظور به گورستان رفته و از هدایت‌الله طلب بخشش می‌کند. عنایت الله در دادگاه به‌طور ناگهانی از خواب بیدار شده و اموال خود را به فرزین می‌بخشد.

## بازیگران
- بازیگران: عزت‌الله انتظامی، اکبر عبدی، مینا لاکانی، محمدرضا هنرمند، اسماعیل داورفر، پرویز پورحسینی، حسین محب‌اهری، فرحناز منافی ظاهر، فرحناز مهر، نیلوفر محمودی، فرنگیس علی‌بیک، آیتین مقصودبیک، همایون ایران‌پوی، محمود داوودی، مژده ساکی‌نژاد و فرهاد مسروری